# Новрузов, Неймат Гусейнович
Неймат Гусейнович Новрузов — советский хозяйственный, государственный и политический деятель.

## Биография
Родился в 1908 году в Нахичевани. Член ВКП(б) с 1942 года.
С 1927 года — на хозяйственной, общественной и политической работе. В 1927—1961 гг. — учитель, директор средней школы, инженер, главный механик автомобильного и тракторного склада Катехского лесного комбината, директор Азербайджанского авторемонтного завода № 2, инструктор Сельскохозяйственного отдела ЦК КП(б) Азербайджана, 1-й заместитель народного комиссара/министра совхозов Азербайджанской ССР, заместитель министра хлопководства Азербайджанской ССР, 1-й заместитель министра государственного контроля Азербайджанской ССР, председатель СНК Нахичеванской АССР, член ЦК КП Азербайджана, министр совхозов Азербайджанской ССР, 1-й заместитель министра сельского хозяйства Азербайджанской ССР, в СМ Азербайджанской ССР.
Избирался депутатом Верховного Совета СССР 4-го созыва.